# SA-800
SA-800 es una carretera autonómica que une la carretera CL-605 a su paso por el municipio de Cantalapiedra en la provincia de Salamanca con el límite de la provincia de Valladolid.
Pertenece a la Red Complementaria Local de la Junta de Castilla y León.
Pasa por la localidad salmantina de Cantalapiedra.

## Recorrido
| Cantalapiedra (Intersección con ) - Fresno El Viejo (Continuación por ) | Cantalapiedra (Intersección con ) - Fresno El Viejo (Continuación por ) | Cantalapiedra (Intersección con ) - Fresno El Viejo (Continuación por ) | Cantalapiedra (Intersección con ) - Fresno El Viejo (Continuación por ) | Cantalapiedra (Intersección con ) - Fresno El Viejo (Continuación por ) | Cantalapiedra (Intersección con ) - Fresno El Viejo (Continuación por ) | Cantalapiedra (Intersección con ) - Fresno El Viejo (Continuación por ) | Cantalapiedra (Intersección con ) - Fresno El Viejo (Continuación por ) | Cantalapiedra (Intersección con ) - Fresno El Viejo (Continuación por ) | Cantalapiedra (Intersección con ) - Fresno El Viejo (Continuación por ) | Cantalapiedra (Intersección con ) - Fresno El Viejo (Continuación por ) |
| Esquema                                                                 | PK                                                                      | Sentido Fresno El Viejo (creciente)                                     | Sentido Fresno El Viejo (creciente)                                     | Sentido Fresno El Viejo (creciente)                                     | Sentido Fresno El Viejo (creciente)                                     | Sentido Cantalapiedra (decreciente)                                     | Sentido Cantalapiedra (decreciente)                                     | Sentido Cantalapiedra (decreciente)                                     | Sentido Cantalapiedra (decreciente)                                     | Incidencias                                                             |
| Esquema                                                                 | PK                                                                      | Velocidad                                                               | Elemento                                                                | Salida                                                                  | Salida                                                                  | Salida                                                                  | Salida                                                                  | Elemento                                                                | Velocidad                                                               | Incidencias                                                             |
| Esquema                                                                 | PK                                                                      | Velocidad                                                               | Elemento                                                                | Dir.                                                                    | Nombre                                                                  | Nombre                                                                  | Dir.                                                                    | Elemento                                                                | Velocidad                                                               | Incidencias                                                             |
| ----------------------------------------------------------------------- | ----------------------------------------------------------------------- | ----------------------------------------------------------------------- | ----------------------------------------------------------------------- | ----------------------------------------------------------------------- | ----------------------------------------------------------------------- | ----------------------------------------------------------------------- | ----------------------------------------------------------------------- | ----------------------------------------------------------------------- | ----------------------------------------------------------------------- | ----------------------------------------------------------------------- |
|                                                                         | 0,0                                                                     |                                                                         |                                                                         | Cañizal                                                                 | Cañizal                                                                 | Cañizal                                                                 |                                                                         |                                                                         |                                                                         |                                                                         |
| Villaflores Babilafuente                                                | 0,0                                                                     |                                                                         |                                                                         |                                                                         |                                                                         |                                                                         |                                                                         |                                                                         |                                                                         |                                                                         |
| Madrigal de las Altas Torres                                            | 0,0                                                                     |                                                                         |                                                                         |                                                                         |                                                                         |                                                                         |                                                                         |                                                                         |                                                                         |                                                                         |
|                                                                         | 1,6                                                                     |                                                                         |                                                                         | CANTALAPIEDRA                                                           | CANTALAPIEDRA                                                           | CANTALAPIEDRA                                                           | CANTALAPIEDRA                                                           |                                                                         |                                                                         |                                                                         |
|                                                                         | 2,0                                                                     |                                                                         |                                                                         |                                                                         | Palaciosrubios                                                          | Palaciosrubios                                                          |                                                                         |                                                                         |                                                                         |                                                                         |
|                                                                         | 2,0                                                                     | Estación de Cantalapiedra                                               |                                                                         |                                                                         |                                                                         |                                                                         |                                                                         |                                                                         |                                                                         |                                                                         |
|                                                                         | 2,0                                                                     | Madrigal de las Altas Torres Encinas de Abajo                           |                                                                         |                                                                         |                                                                         |                                                                         |                                                                         |                                                                         |                                                                         |                                                                         |
|                                                                         | 2,0                                                                     | Torrecilla de la Orden Nava del Rey                                     |                                                                         |                                                                         |                                                                         |                                                                         |                                                                         |                                                                         |                                                                         |                                                                         |
|                                                                         | 2,1                                                                     |                                                                         |                                                                         | CANTALAPIEDRA                                                           | CANTALAPIEDRA                                                           | CANTALAPIEDRA                                                           | CANTALAPIEDRA                                                           |                                                                         |                                                                         |                                                                         |
|                                                                         | 6,530                                                                   |                                                                         |                                                                         | Torrecilla de la Orden Nava del Rey                                     | Torrecilla de la Orden Nava del Rey                                     | Torrecilla de la Orden Nava del Rey                                     | Torrecilla de la Orden Nava del Rey                                     |                                                                         |                                                                         |                                                                         |